# Château de Bois-Sire-Amé
Pour les articles homonymes, voir Amé.
Le château de Bois-Sire-Amé est un château français en ruine, situé sur la commune de Vorly, dans le département du Cher.
Il est décrit dans un article paru dans le Bulletin Monumental de la manière suivante : "Bâti au tournant des années 1400 par l’un des maîtres d’hôtel de Jean de Berry, à peu de distance des grands chantiers ducaux de Bourges et de Mehun, ce château constitue un témoignage sur le caractère et l’ambition d’un officier de la cour ducale provenant d’une petite famille noble issue du milieu commerçant berruyer.

## Historique
Demeure seigneuriale fréquentée par la royauté, Bois-Sire-Amé est situé à l'est du village et à une vingtaine de kilomètres au Sud de Bourges, en bordure de forêt, non loin d'une ancienne motte féodale datant du XIe siècle. Appelé aussi Bois-Trousseau, il a été construit de la toute fin du XIVe au début du XVe siècle, lorsque Charles VI, en juillet 1396, autorise le seigneur local, Jacquelin Trousseau, bourgeois enrichi par le commerce de draps à Bourges, à construire en ce lieu une puissante forteresse.
Dans l'acte de 1396, il est fait mention d'une ancienne tour sise sur les terres et rentes du sire Trousseau. Cette tour, repérée au XIXe siècle comme les restes d'une motte féodale est en effet située à peu de distance de l'actuel château. Le toponyme de Bois-Sire-Amé, singularité curieuse, paraît remonter dans un premier temps à la fondation de cette motte féodale, dont les archives parlent comme Boscus Domini Amelii (littéralement : « le bois de maître Amélius »), établissement féodal de fait attribué en 1220 à Ameil du Bois (Amelius de Bosco). Selon toute vraisemblance, la fondation du site primitif remonte au-delà des années 1220 ; on peut en effet identifier Bois-Sire-Amé à un Bois d’Ameil de Charenton (Nemus Amelii de Charentone), mentionné en 1150 dans l’acte de fondation de l’abbaye cistercienne de Noirlac, comme dans sa confirmation en 1159 par Ebe de Charenton, actes dans lesquels une des terres données s’étend jusqu’à ce bois et jusqu’aux proches paroisses d’Uzay-le-Venon et de Saint-Germain-des-Bois.
Jacquelin Trousseau, fils d'Artault Trousseau, vicomte de Bourges, prit pour épouse, en juin 1447, Perrette, fille de Jacques Cœur, grand argentier du roi Charles VII, en présence de celui-ci. La forte dot de Perrette servit en partie à améliorer et embellir le château, dans le style gothique.
Ce « palais de campagne », de taille considérable et d'un luxe inouï pour son temps, est annonciateur des futurs châteaux de la Loire. Charles VII, qui voue une aversion pour les villes, affectionne particulièrement cette résidence bucolique : il y séjourne régulièrement à partir de 1446, puis pratiquement toute l'année après 1447, y donnant de nombreuses fêtes et réjouissances prestigieuses. Il y reçoit de nombreux ambassadeurs et y signe des ordonnances, pendant que son épouse séjourne elle à Mehun-sur-Yèvre. Notons que Charles VII avait l'habitude de se faire loger dans des résidences seigneuriales. On sait par Vallet de Viriville qu'il séjournait dans de nombreuses résidences privées, dont le château de Dames situé entre Saint-Éloy-de-Gy et Vouzeron, même si parfois il allait loger dans sa résidence royale de Quantilly.
Les historiens de Charles VII, Auguste Vallet de Viriville et Gaston du Fresne de Beaucourt ont soutenu que Charles VII considérait cette résidence un peu comme sa garçonnière, où il serait venu retrouver Agnès Sorel, sa maîtresse et conseillère. On sait que Bois-Sire-Amé, à la mort de son propriétaire Jacquelin Trousseau, fut le théâtre de nombreuses fêtes, dont une donnée par Charles d'Anjou, comte du Maine, le 6 juin 1455, en présence du roi, en l'honneur de « la dame de Chateaubrun et de la dame de Villequier » leurs maîtresses. Il finança des travaux supplémentaires, dont les frais furent gérés par Jacques Cœur. Il semble que le roi ne séjourna plus à Bois-Sire-Amé après 1456, peut-être du fait de la mise en cause et de la disgrâce de Jacques Cœur en 1451 peu après la mort d'Agnès Sorel en 1450.
D'après Claude-Charles Pierquin de Gembloux, inspecteur d'Académie à Bourges entre 1830 et 1849, François Ier séjourna en juillet 1524 et fut l'auteur d'un fameux quatrain évoquant la « dame de Beauté » en ces lieux, poésie à l'origine du mythe d'Agnès Sorel à Bois-Sire-Amé, puisqu'elle n'y serait en fait jamais venue. Le château échappa ensuite, pour cause de mauvaise fortune, à la famille Trousseau et fut acquis en 1587 à André Tollet, écuyer et gentilhomme du roi. Puis c'est le ministre Jean-Baptiste Colbert qui en fit l'acquisition en février 1682, après avoir acquis le château de Châteauneuf-sur-Cher quelque temps auparavant (l'acquisition du château de Lignières ne se fit qu'une semaine avant la mort de Colbert). Tout au long du XVIIIe siècle, le château est occupé, même si les rentes apportées par le domaine agricole restent faibles. C'est à partir de la Révolution que le château semble servir de carrière de pierre, même s'il reste toujours entre les mains de plusieurs propriétaires successifs.
Les restes du château se dégradent progressivement. La courtine a disparu et ne reste que le corps de logis, sans ses planchers, ni ses toitures. Si un changement récent de propriétaire présage d'une volonté de protéger le site, les collectivités locales étant même pressenties un temps pour intervenir sur le monument (le département du Cher, en l'occurrence), il ne semble cependant pas qu'il existe des volontés locales ou régionales suffisamment déterminées pour restaurer la grandeur passée de ce palais.

## Description
Aujourd'hui à l'état de ruine, le château de Bois-Sir-Amé se présentait dans son état primitif comme suit :
- un grand corps de logis, présentant sur la face extérieure à l'enceinte trois tours rondes et, au nord, une plus puissante tour carrée, crénelée avec mâchicoulis ;
- une cour fermée par une enceinte dont le corps de logis formait un côté, avec deux tours rondes d'angle et une entrée constituée d'un pont-levis lui-même défendu par deux tours[7] ;
- le tout était entouré de profonds et larges fossés en eau.

Le château de Bois-Sire-Amé en ruines en 1891 d'après une gravure publiée par A. Buhot de Kersers.

## Classement et protection
Le château fait l'objet de plusieurs protections successives au titre des monuments historiques.
- La porte de la chapelle fait l’objet d’un classement au titre des monuments historiques depuis le 14 mars 1924.
- Les ruines du château ont fait l’objet d’une inscription au titre des monuments historiques depuis le 24 février 1926.
- La dernière tour fait l’objet d’un classement au titre des monuments historiques depuis le 22 juin 1931[9].
- Tous les éléments bâtis et les sols du château de Bois-Sire-Amé, à l'exception des parties classées ont fait l’objet d’une inscription au titre des monuments historiques depuis le 10 avril 2019.